# Poncio Pilato
Poncio Pilato  —también conocido en español como Poncio Pilatos— fue un miembro del orden ecuestre y quinto prefecto de la provincia romana de Judea, entre los años 26 y 36. Los evangelios canónicos lo presentan como responsable ejecutivo del suplicio y crucifixión de Jesús de Nazaret, siendo este uno de los pocos episodios en los que se le menciona,  conocido también por autores judíos (Filón, Flavio Josefo), romanos (Tácito) y un testimonio arqueológico epigráfico.

## Nombre
En español su cognomen suele ser Pilatos, quizás por influencia de la forma griega, Πειλᾶτος, o también reflejando el nominativo latino Pilatus. Aun cuando Pilato puede considerarse la forma más correcta, Pilatos ha sido sancionado por el uso y, por ello, está reconocido por las Academias de la Lengua, las cuales la emplean en diversas entradas del Diccionario de la lengua española.

## Fragmentos biográficos

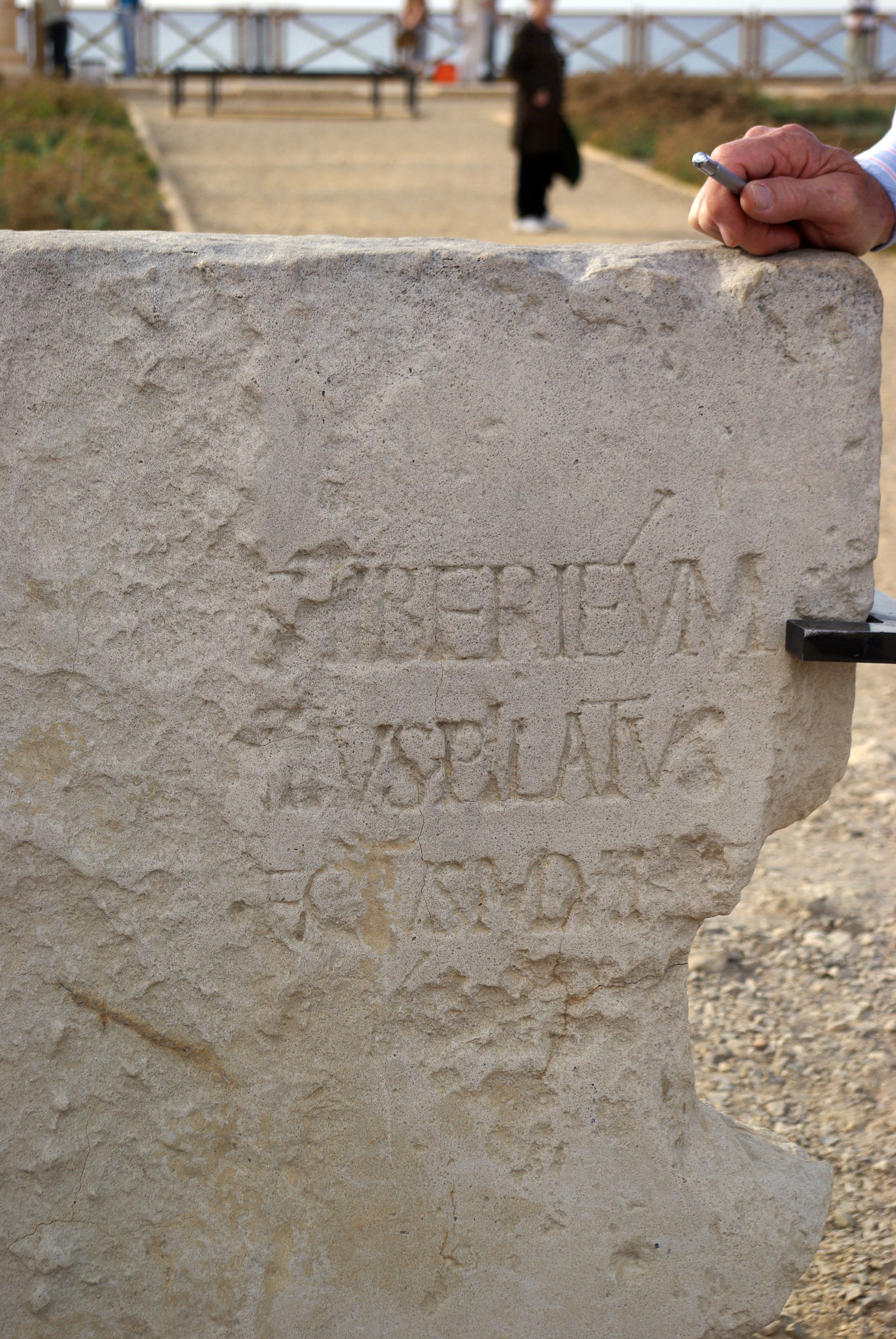
Copia de la inscripción de la piedra de Pilato, cuyo original en piedra se atesora en el Museo de Israel. Se trata de una prueba epigráfica de relevancia hallada en 1961, entre los restos del teatro de Cesarea Marítima. En ella consta el nombre, mutilado, de Poncio Pilato ([..]ntius Pilatus) junto al término Tiberieum, lo cual acredita la presencia de Poncio Pilato como funcionario romano en Judea.

Los detalles de la biografía de Poncio Pilato antes y después de su nombramiento como prefecto de Judea y tras su participación en el proceso contra Jesús de Nazaret son desconocidos. Aunque varias fuentes textuales posteriores (los Annales de Tácito y los escritos de Flavio Josefo) lo mencionan como procurator (procurador) o como præses (gobernador), su denominación oficial fue la de praefectus que, según había ya sospechado O. Hirschfeld en 1905, era la que correspondía a tal cargo hasta la época de Claudio. Este dato quedó documentado sin duda tras el hallazgo en 1961, entre los restos del teatro de Cesarea, importante puerto antiguo entre Tel-Aviv y Haifa, de una inscripción fragmentaria oficial, en la que Pilato dedicaba o rehacía un Tiberieum o templo de culto al emperador Tiberio. Su texto se suele restituir de la siguiente forma:
[- c. 3 -]s Tiberieum /
[ -c.3- Po]ntius Pilatus /
[praef]ectus Iudae[a]e /
[ref]e[cit].

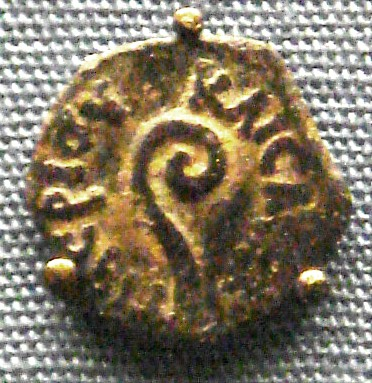
Moneda de bronce acuñada entre 26 y 36 d. C. en Jerusalén, cuando Poncio Pilato era praefectus. Se conserva en el Museo Británico.

Otra posible referencia a Pilato acaece en una inscripción en un anillo de sellado delgado, descubierto en 2018 en la ciudad de Herodión. La inscripción dice ΠΙΛΑΤΟ (Υ) (Pilato(u)), que significa «de Pilato». El nombre Pilato es raro, por lo que el anillo podría estar asociado con Poncio Pilato; sin embargo, dado el material barato, es poco probable que él lo hubiera tenido. Una posibilidad es que el anillo perteneciera a alguien que trabajaba para Pilato, aunque también es posible que el anillo perteneciera a otro individuo que tuviese el mismo nombre.
Muchos detalles que carecen de cualquier confirmación por otras vías, especialmente relativos a sus supuestos arrepentimiento, suicidio o condena y decapitación, han sido añadidos a la tradición biográfica a partir de las Actas de Pilato, un relato contenido en los evangelios apócrifos, que circularon con más profusión por Oriente; entre aquellos se cuentan también un nombre para su esposa, Claudia Prócula, canonizada como santa por la Iglesia ortodoxa etíope y por la bizantina, o un (improbable) nacimiento de Pilato en Tarraco (Tarragona). Lo cierto, sin embargo, es que históricamente no se sabe nada seguro sobre los lugares de nacimiento y muerte de Pilato, ya que su rastro histórico se pierde en los años 36-37 cuando, destituido de su cargo, regresó a Roma.
Fue designado prefecto de Judea por Tiberio, a instancias de su prefecto del pretorio, Sejano, adversario de Agripina y destacado antijudío.
Intentó introducir imágenes del emperador en Jerusalén y construir un acueducto con los fondos del Templo. Algunos autores señalan que estas desavenencias con el pueblo judío lo llevaron a trasladar su centro de mando de Cesarea a Jerusalén para controlar mejor las revueltas, en especial porque comenzaban a actuar en la provincia grupos armados contrarios al poder romano. Se supone que el personaje mencionado en los evangelios, Barrabás, era parte de una de estas bandas.
Poncio Pilato fue relevado del mando de Judea en el año 36, después de reprimir fuertemente una revuelta de los samaritanos, durante la cual crucificó a varios alborotadores.

## Poncio Pilato, personaje histórico
Existen varias referencias históricas sobre Poncio Pilato. Las más antiguas corresponden al filósofo judío Filón de Alejandría.

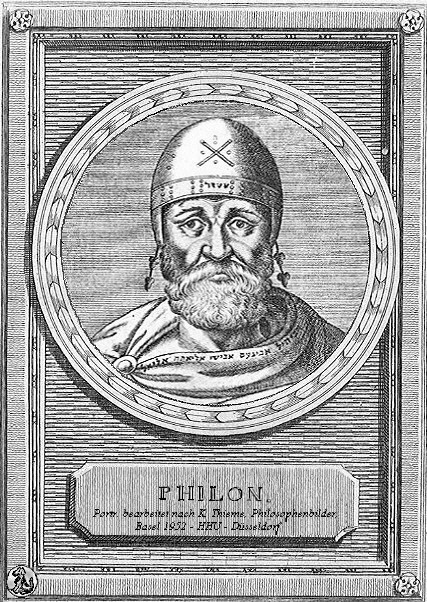
Filón de Alejandría.

Este autor, quien vivió en el siglo I y actuó como representante de su comunidad ante las autoridades imperiales, narra un acto de Pilato durante su gobierno en Judea. En esa ocasión el conflicto se relacionó con unos escudos de oro que llevaban los nombres de Pilato y Tiberio, y que el prefecto había colocado en su residencia de Jerusalén. Los judíos apelaron al emperador de Roma, ya que en virtud de los tratados vigentes debía respetarse la ley judía en la ciudad, y Pilato recibió la orden de llevar los escudos a Cesarea. Filón se refiere a Poncio Pilato como un hombre «de carácter inflexible y duro, sin ninguna consideración». Más aún, según este escritor de Alejandría, el gobierno de Poncio se caracterizó por su «corruptibilidad, robos, violencias, ofensas, brutalidades, condenas continuas sin proceso previo, y una crueldad sin límites».
Cronológicamente, las siguientes menciones de Pilato en fuentes históricas corresponden a las obras de Flavio Josefo, historiador judío y ciudadano romano, quien escribió en el último cuarto del siglo I. En efecto, tanto en la Guerra de los judíos, publicada entre los años 75 y 79, como en las Antigüedades judías, de la década del 90, aparece varias veces como gobernador de Judea entre los años 26 y 36. Según este historiador, Pilato tuvo un mal comienzo en lo que respecta a las relaciones con los judíos de su provincia: de noche envió a Jerusalén soldados romanos que llevaban estandartes militares con imágenes del emperador. Y la situación se complicó porque las insignias fueron colocadas en la Torre Antonia, cuartel general de las cohortes romanas, es decir, justo frente a uno de los ángulos del complejo del Templo, con el añadido de que los judíos creyeron que los auxiliares romanos quemaban incienso frente a las imágenes de Tiberio y Augusto. Este suceso provocó un gran resentimiento debido a que vulneraba la prohibición de la Torá del uso de ídolos, y una delegación de principales entre los judíos, representantes del Sanedrín, viajó a Cesarea para protestar por la presencia de las insignias y exigir que las quitasen.

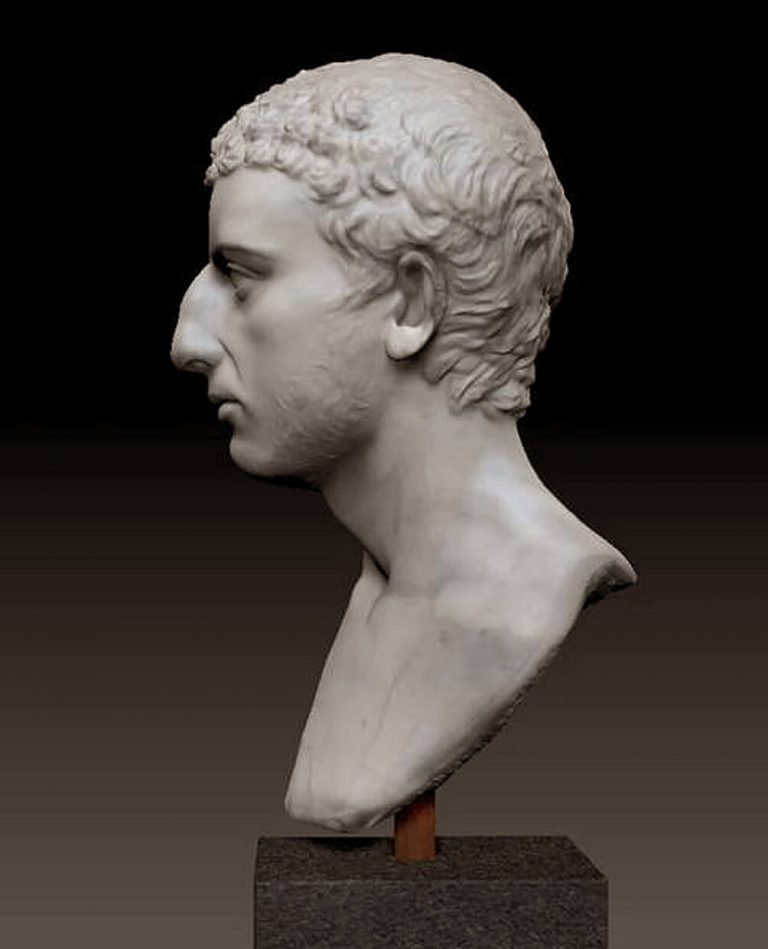
Imagen de Flavio Josefo presentada en una edición de The Jewish War de 1888.

Después de cinco días de discusión, Pilato intentó atemorizar a los que hicieron la petición, amenazándolos con que sus soldados los ejecutarían, pero la enconada negativa de aquellos a doblegarse, pues incluso se inclinaron en tierra y mostraron sus cuellos para ser degollados, aunque Pilato solamente había pretendido engañarlos para que cedieran, y, dado el alto coste político, ya que Pilato llevaba apenas seis semanas en el puesto y habría tenido que ejecutar en esa sola ocasión hasta a seis mil judíos, le hizo acceder a su demanda.
Josefo menciona también otro alboroto: a expensas de la tesorería del templo de Jerusalén, Pilato construyó un acueducto para llevar agua a Jerusalén desde una distancia de casi 40 km. Pilato solicitó del Gran Sanedrín fondos del Tesoro del Templo para financiar la obra, bajo la advertencia de que si eran negados tendría que aumentar los impuestos. Los sacerdotes se negaron en principio alegando que era dinero sagrado, pero cedieron bajo la condición de que se ocultara el origen de los fondos y de que el principal flujo del líquido llegara a los depósitos del propio Templo, pero el acuerdo fue descubierto. Grandes multitudes vociferaron contra este acto cuando Pilato visitó la ciudad y el prefecto envió soldados disfrazados para que se mezclasen entre la multitud y la atacasen al recibir una señal, lo que terminó con muchos judíos muertos o heridos.
Josefo informa que la posterior destitución de Pilato fue el resultado de las quejas que los samaritanos presentaron a Vitelio, por entonces gobernador de Siria y superior inmediato de Pilato. La queja tenía que ver con la matanza ordenada por Pilato de varios samaritanos a los que engañó un impostor, reuniéndolos en el monte Guerizim con la esperanza de descubrir los tesoros sagrados que supuestamente había escondido allí Moisés. Vitelio mandó a Pilato a Roma para comparecer ante Tiberio, y puso a Marcelo en su lugar. Tiberio murió en el año 37, mientras Pilato todavía estaba en camino a Roma, temeroso de ser juzgado y ejecutado por su otrora relación con Sejano ya que, tras la caída de este, todos los que se relacionaron con él fueron tratados como enemigos por el emperador Tiberio y en su mayoría ejecutados. Incluso se ha llegado a relacionar su decisión de ceder ante la presión del Sanedrín judío en el juicio de Jesús —cuando los sacerdotes le recordaron que si soltaba a un supuesto subversivo como Jesús, que se proclamaba rey, entonces no era amigo del César, es decir, del emperador de ese momento, Tiberio— con el intento de salvar su carrera e incluso su vida y así evitar que Tiberio sospechara de su lealtad y lo mandara llamar a Roma para investigarlo y juzgarlo como asociado a Sejano. Además, ya que Sejano había hostilizado en vida a la colonia judía de Roma, después de su muerte Tiberio ordenó a Pilato cambiar hacia una política favorable a las costumbres judías.
El historiador romano Tácito, nacido alrededor del año 55, que no era amigo del cristianismo y escribió poco después del año 100, menciona a Pilato en relación con la persecución neroniana y el origen de los cristianos: «Cristo, el fundador del nombre, había sufrido la pena de muerte en el reinado de Tiberio, sentenciado por el procurador Poncio Pilato, y la perniciosa superstición (el cristianismo) se detuvo momentáneamente, pero surgió de nuevo, no solamente en Judea, donde comenzó aquella peste, sino en la capital misma (Roma)...».
El apologista y filósofo cristiano Justino Mártir, quien escribió a mediados del siglo II, señala a propósito de la muerte de Jesús: «Por las Actas de Poncio Pilato puedes determinar que estas cosas sucedieron». Un texto que ha sido controvertido porque supone la existencia de un testimonio legal sobre el juicio de Jesús de Nazaret. Agrega que estos mismos registros mencionaban los milagros de Jesús, de los cuales dice: «De las Actas de Poncio Pilato puedes aprender que Él hizo esas cosas». Según algunos autores estos registros oficiales, que no se conservan, pudieron existir todavía durante el siglo II, por lo cual Justino instaba a sus lectores a comprobar con ellas la veracidad de lo que decía. Del mismo modo, en su Apologeticus, escrito en 197, Tertuliano informó de datos originales sobre Pilato según los cuales el gobernador habría hecho un informe al emperador sobre los acontecimientos en Judea en relación con Cristo. Este informe también es mencionado por Jerónimo de Estridón en su Chronicon (c. 380), y en el Cronicón pascual, si bien no se sabe si tomaban el dato de una fuente independiente o se apoyaban en las noticias de Justino. Las Actas de Pilato que se conservan actualmente son una obra apócrifa que no parece tener relación con la mencionada por Justino y, ciertamente, son muy posteriores.

## Poncio Pilato en los evangelios

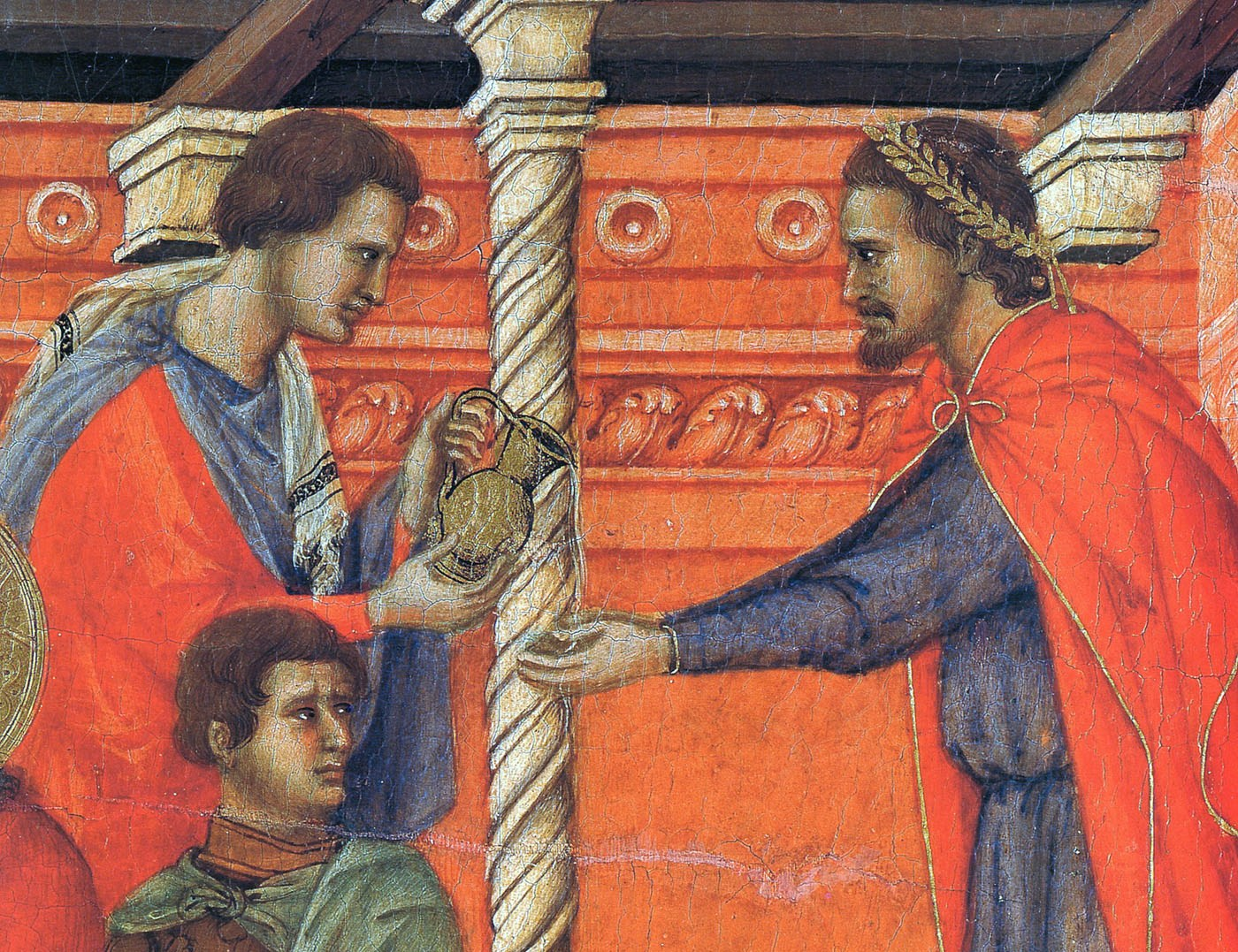
Pilato (Duccio).

Según los Evangelios sinópticos Jesús fue apresado por un grupo de hombres armados pertenecientes a la guardia del Templo, por orden de Caifás y los sumos sacerdotes. En cambio, el evangelio de Juan afirma que fue apresado por una compañía romana al mando de un tribuno, lo que daría a entender que fue por orden del prefecto. Los evangelios dicen que, luego de un interrogatorio nocturno, los líderes saduceos llevaron a Jesús ante el prefecto romano por la mañana temprano, ya que los romanos solo hacían juicios antes del mediodía, solicitando a Pilato que lo ejecutara, ya que le habían hallado culpable de blasfemia, pero la pena capital solo podía ser aplicada por los romanos. Pilato envía a Jesús a Herodes Antipas debido a un conflicto con la jurisdicción correspondiente a un reo de Galilea. Al ser devuelto a sus manos, Pilato se declara incompetente para resolver asuntos religiosos y declara no hallarle culpable. Los líderes judíos entonces cambian la acusación sobre Jesús a sedición. A pesar de no hallarlo culpable, Pilato –sabiendo que era víspera de la Pascua– deja que el pueblo decida entre liberar a un preso de nombre Barrabás o liberar a Jesús.
El pueblo, dirigido por los sumos sacerdotes, escoge la liberación de Barrabás y la crucifixión de Jesús. Ante esa decisión Pilato simbólicamente se lavó las manos para indicar que no quería ser parte de la decisión tomada por la muchedumbre. Pilato dice «No soy responsable por la sangre de este hombre». A lo que la multitud responde: «Que su sangre caiga sobre nosotros y sobre nuestros descendientes». Se narra también que Pilato ordena la flagelación de Jesús antes de su ejecución, pero los evangelios discrepan en cuanto a si esta medida fue tomada como un intento de sustitución de la ejecución, o si era simplemente parte del proceso de la ejecución.
En cuanto a los Evangelios apócrifos, existe un muy breve y tardío Evangelio de la muerte de Poncio Pilatos y un mucho más importante Evangelio de Nicodemo, también llamado Hechos de Pilatos (Acta Pilati).

## Poncio Pilato como símbolo
Según Pérez-Rioja, «Pilato se ha convertido en un símbolo tradicional de la vileza y de la sumisión a los bajos intereses de la política».

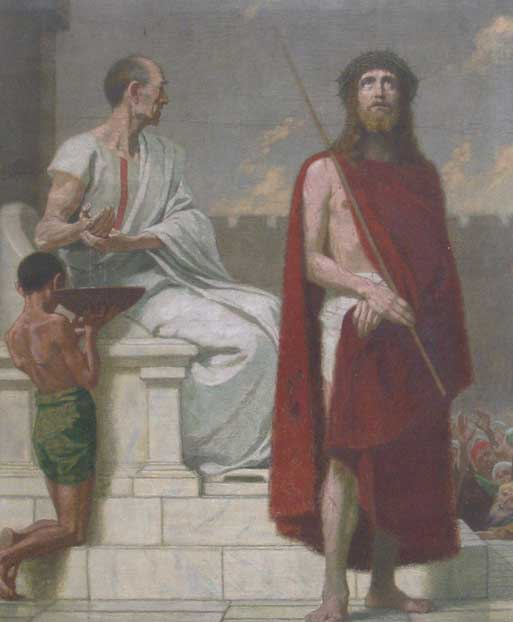
Representación de la primera estación del Viacrucis: Pilato se lava las manos y con ese gesto sella la condena a muerte de Jesús. De Gebhard Fugel, ubicado en Santa Isabel, Stuttgart.

El acto de «lavarse las manos» protagonizado por Pilato en el evangelio de Mateo, junto con otros temas simbólicos emblemáticos de la pasión de Cristo (las treinta monedas de plata, el beso de Judas, el canto del gallo), dejó su marca en el lenguaje cotidiano y en las imágenes.

Entonces Pilato, viendo que nada adelantaba, sino que más bien se promovía tumulto, tomó agua y se lavó las manos delante de la gente diciendo: «Inocente soy de la sangre de este justo. Vosotros veréis».
Evangelio de Mateo 27: 24

Según J. L. McKenzie, el acto de «lavarse las manos» no formaba parte del proceso legal: ya no había audiencia ni interrogatorio de testigos, sino más bien una forma de hacer comunicar a la muchedumbre, por medio de una costumbre judía, su desapego al caso. La sentencia estaba implícita. El factor importante no era ya el proceso, sino las presiones que provocaron el resultado del proceso. Los evangelios implican claramente que Pilato se dio cuenta de que no había ningún cargo auténtico contra Jesús, y el lavatorio simbólico de las manos añadido por Mateo, viene a subrayarlo. Este acto quedó en la cultura como símbolo de quien, por conveniencia personal, cede ante la presión de otros al tiempo que pretende desentenderse de un veredicto injusto. El lavatorio de manos implica un acto de purificación vacío de contenido que no consigue en conciencia eludir la responsabilidad, puesto que quien condena a un hombre inocente por presiones no está moralmente muy por encima de los que las ejercen.

### Santidad
Pilato es reconocido como santo y mártir por dos iglesias: la copta ortodoxa y la ortodoxa de Etiopía. La iglesia etíope acordó su festividad el 19 de junio, junto a su esposa Prócula. La copta lo celebra de manera individual el 25 de junio.

## Poncio Pilato en el arte

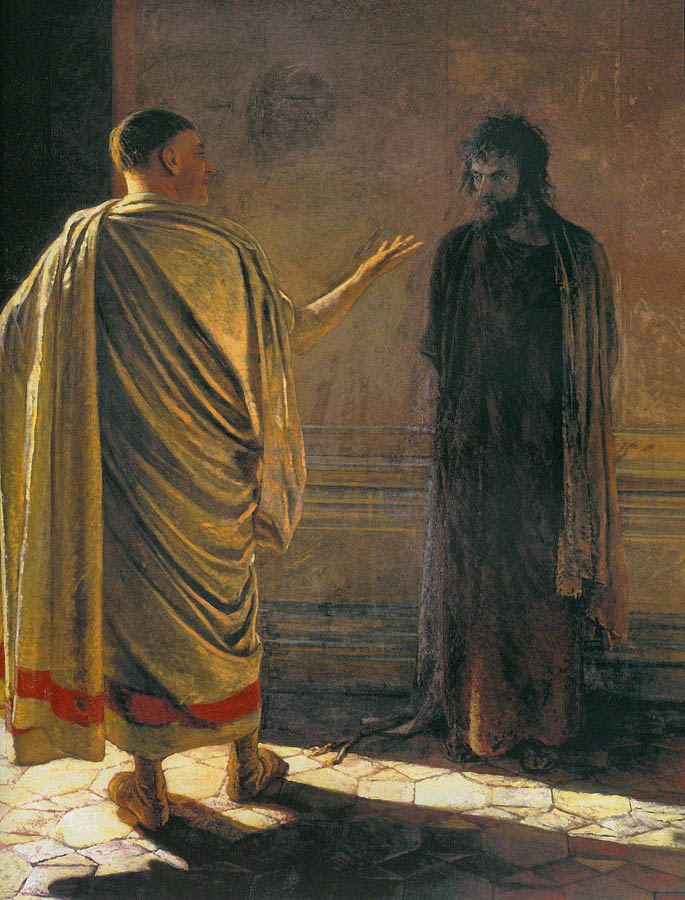
Cristo y Pilato, de Nikolai Ge, 1890.

Estéticamente, Poncio Pilato ha llamado la atención e imaginación de escritores (su persona se convirtió en personaje casi obligado en cualquier representación de la pasión de Jesucristo), de artistas plásticos, y de productores y directores cinematográficos.

### En la literatura

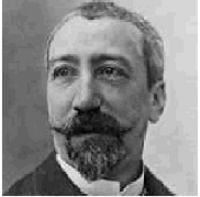
Anatole France (1844-1924), Premio Nobel de Literatura en 1921.

Poncio Pilato es el personaje principal de «El procurador de Judea», de Anatole France, publicado en Le Temps del 25 de diciembre de 1891, y recogido luego en la colección de relatos El estuche de nácar (1892). Posteriormente, el cuento se editó por separado en ediciones de bibliófilo, la primera de ellas en 1902 con ilustraciones de Eugène Grasset. En dicho relato, Poncio Pilato, retirado ya en Sicilia, se encuentra con Elio Lamia, un conocido de su período como procurador de Judea. En dos conversaciones sucesivas hacen repaso a los acontecimientos que vivieron juntos. Ambos exponen una visión radicalmente contrapuesta sobre la historia y los judíos. El cuento se anticipa en más una década a la denuncia del antisemitismo que se manifestará en la sociedad francesa a raíz del caso Dreyfus.
En 1980, Leonardo Sciascia tradujo «El procurador de Judea» al italiano, ya que lo consideraba uno de los más perfectos de su género. Sirvió de inspiración a Joyce para Dublineses, en especial para el relato más conocido, «Los muertos». Cabe destacar también la alusión a su nombre en el personaje de «Poncia», del drama La casa de Bernarda Alba, de Federico García Lorca.
Poncio Pilato se retrata en El maestro y Margarita de Mijaíl Bulgakov como despiadado y, sin embargo, complejo y humano. La novela describe su encuentro con Jesús el Nazareno, mostrando el reconocimiento de una afinidad y la necesidad espiritual de él, y su renuente entrega, aunque resignada y pasiva, a los que querían matarlo. Aquí Pilato ejemplifica la afirmación «La cobardía es el peor de los vicios», y, por lo tanto, sirve como modelo, en una interpretación alegórica de la obra, para todas las personas que se han «lavado las manos» en silencio o tomado parte activa en los crímenes cometidos por José Stalin.

### En la cinematografía
En la cinematografía, diversos actores representaron el papel de Poncio Pilato.
| Año  | Película                             | Director                | Actor            |
| ---- | ------------------------------------ | ----------------------- | ---------------- |
| 2019 | Jesús de Nazareth                    | Rafael Lara             | Sérgio Marone    |
| 2018 | María Magdalena                      | Rodrigo Lalinde         | Lucho Velasco    |
| 2018 | Jesús                                | Edgard Miranda          | Nicola Siri      |
| 2016 | Ben-Hur                              | Timur Bekmambetov       | Pilou Asbæk      |
| 2016 | Risen                                | Kevin Reynolds          | Peter Firth      |
| 2007 | En busca de la tumba de Cristo       | Giulio Base             | Hristo Shopov    |
| 2004 | La Pasión de Cristo                  | Mel Gibson              | Hristo Shopov    |
| 2001 | Gli amici di Gesú - Tommaso          | Rafaelle Mertes         | Mathieu Carrière |
| 2001 | Gli amici di Gesú - Giuda            | Rafaelle Mertes         | Mathieu Carrière |
| 1999 | María, madre de Jesús                | Kevin Connor            | Robert Addie     |
| 1999 | La Biblia: Jesús                     | Roger Young             | Gary Oldman      |
| 1988 | La última tentación de Cristo        | Martin Scorsese         | David Bowie      |
| 1987 | Según Poncio Pilato                  | Luigi Magni             | Nino Manfredi    |
| 1985 | A.D. Anno Domini                     | Stuart Cooper           | Anthony Zerbe    |
| 1980 | La vida de nuestro Señor Jesucristo  | Miguel Zacarías         | Tito Novaro      |
| 1980 | El día que Cristo murió              | James Cellan Jones      | Keith Michell    |
| 1980 | La vida pública de Jesús             | John Krish              | Peter Frye       |
| 1979 | La vida de Brian                     | Terry Jones             | Michael Palin    |
| 1977 | Jesús de Nazareth                    | Franco Zeffirelli       | Rod Steiger      |
| 1973 | Jesucristo Superstar                 | Norman Jewison          | Barry Dennen     |
| 1970 | Jesús Nuestro Señor                  | Miguel Zacarías         | Tito Novaro      |
| 1965 | El proceso de Cristo                 | Julio Bracho            | Julián Soler     |
| 1965 | The Greatest Story Ever Told         | George Stevens          | Telly Savalas    |
| 1962 | Poncio Pilatos                       | Irving Rapper           | Jean Marais      |
| 1961 | Barrabás                             | Richard Fleischer       | Arthur Kennedy   |
| 1961 | Rey de Reyes                         | Nicholas Ray            | Hurd Hatfield    |
| 1959 | Ben-Hur                              | William Wyler           | Frank Thring     |
| 1953 | Salomé                               | William Dieterle        | Basil Sidney     |
| 1953 | El beso de Judas                     | Rafael Gil              | Gerard Tichy     |
| 1952 | El mártir del calvario               | Miguel Morayta Martínez | José Baviera     |
| 1945 | María Magdalena, pecadora de Magdala | Miguel Contreras Torres | José Baviera     |
| 1945 | Reina de reinas: La Virgen María     | Miguel Contreras Torres | José Baviera     |
| 1942 | Jesús de Nazareth                    | José Díaz Morales       | José Baviera     |
| 1935 | Los últimos días de Pompeya          | Ernest B. Schoedsack    | Basil Rathbone   |
| 1927 | Rey de reyes                         | Cecil B. DeMille        | Víctor Varconi   |
| 1912 | Del pesebre a la cruz                | Sidney Olcott           | Samuel Morgan    |